# Stefano Pioli
Stefano Pioli, född 20 oktober 1965 i Parma, är en italiensk fotbollstränare och tidigare spelare. Han var 2019–2024 huvudtränare i Serie A-klubben AC Milan där han säsongen 2021/2022 ledde klubben till dess 19:e ligatitel samt blev utsedd till årets tränare.

## Tränarkarriär

### Palermo
Den 2 juni 2011 blev det klart att Pioli tog över som huvudtränare i Palermo. Han blev dock avskedad av klubbens president Maurizio Zamparini redan innan säsongen 2011/2012 i Serie A hade startat.

### Bologna
I oktober 2011 utsågs Pioli till ny huvudtränare i Bologna som ersättare till avskedade Pierpaolo Bisoli.

### Lazio
I juni 2014 blev Pioli utsedd till ny huvudtränare i Lazio som ersättare till Edy Reja. Den 3 april 2016 blev han avskedad efter en 4–1-förlust i derbyt mot Roma.

### Inter
Den 8 november 2016 tog Pioli över som huvudtränare i Inter efter Frank de Boer som blivit avskedad. Den 9 maj 2017 meddelade Inter att Pioli blivit avskedad.

### Fiorentina
Den 6 juni 2017 blev Pioli utsedd till ny huvudtränare i Fiorentina, där han skrev på ett tvåårskontrakt med option på en tredje säsong. Den 9 april 2019 avgick Pioli som huvudtränare för klubben.

### Milan
Den 9 oktober 2019 blev Pioli utsedd till ny huvudtränare i Milan, där han skrev på ett tvåårskontrakt.